# Nina Timoféieva
Nina Timoféieva   (Sant Petersburg, 11 de juny de 1935 - Jerusalem, 3 de novembre de 2014) va ser una ballarina de ballet russa.
Timofeeva va néixer a Leningrad (avui Sant Petersburg) i es va graduar a l'Acadèmia de Ballet Rus de Vagànova el 1953. Va debutar teatralment com a estudiant el 1951, com a Masha a El Trencanous de Txaikovski. De 1953 a 1956 va ser solista amb el Teatre Mariinsky de Sant Petersburg, i després es va convertir en solista amb el Teatre Bolxoi de Moscou. Entre els seus principals rols hi va haver:
- Odette-Odile al llac dels cignes de Txaikovski (1956, 1970)
- Kitri al Quixot de Minkus (1959)
- La mestressa de la muntanya del coure a La història de la pedra de Prokófiev (1959)
- Aurora (1964) i Fada lila (1977) a La bellesa dormint de Txaikovski (1964)
- Mekhmene-Banu a La llegenda de l'amor de Melikov (1965)
- Leili a Leili i Medzhnun de Balasanian (1965)
- Frigina (1958) i Aegina (1968) a l'Espartac de Khachaturian
- Macbeth en Molchanov de Macbeth (1980)

Timofeeva es va casar amb el compositor Kiril Moltxànov (1922–1982) que va escriure música per a alguns dels seus ballets. El 1980 es va graduar a l' Acadèmia de les Arts del Teatre de Rússia i el 1989 al 91 va treballar com a coreògrafa del Teatre Bolshoi. El 1991 es va traslladar a Israel, juntament amb la seva filla Nadya, que també és ballarina de ballet professional. Dos anys després, va publicar les seves memòries, El món del ballet.